# NGC 659
NGC 659 (również OCL 332) – gromada otwarta znajdująca się w gwiazdozbiorze Kasjopei. Prawdopodobnie odkryła ją Caroline Herschel 27 września 1783 roku; 3 listopada 1787 roku obserwował ją też brat Caroline – William Herschel. Jest położona w odległości ok. 6,3 tys. lat świetlnych od Słońca.